# L'Âme Immortelle
L'Âme Immortelle (francés: El alma inmortal) es un dúo musical austriaco fundado a mediados de los años noventa integrado por Sonja Kraushofer, Thomas Rainer y en un inicio también Hannes Medwenitsch.

## Historia

### 1996
Thomas Rainer y Hannes Medwenitsch se conocieron durante una fiesta y después de varios encuentros los dos jóvenes músicos ambiciosos deciden trabajar juntos. De esta cooperación resulta la creación de su primera canción Final Oath, que no se puso a la venta hasta 2001 con el sencillo Judgement. 
1996 también provocó la composición de la canción Life will never be the same que les dio el impulso para buscar una voz femenina para completar la organización de la banda. Sonja Kraushofer, una antigua compañera de clase de Thomas que mostró interés en unirse al recién nacido proyecto y después de escuchar su excelente voz junto con sus canciones, Thomas y Hannes estaban seguros de que era la pieza que faltaba para completar L'Âme Immortelle.

### 1997
Este año empezó con el envío de un montón de copias de su maqueta Lieder die Wunden bluten a sellos de toda Europa. 
El pequeño sello independiente MOS Records de Liechtenstein mostró interés por fichar al grupo, y después del primer concierto de L'Âme Immortelle en primavera de 1997 firmaron un contrato de grabación que dio como resultado la puesta a la venta de Lieder die Wunden bluten, regrabado en Suiza. Este álbum de debut se apoderó de la escena darkwave y gótica con gran revuelo no sólo debido a su éxito Life will never be the same.

### 1998
Después de una intensa dedicación a escribir canciones y dar conciertos en Austria, Alemania, Países Bajos y Bélgica, se grabó y produjo el segundo álbum In einer Zukunft aus Tränen und Stahl. La canción Bitterkeit se convirtió en himno del movimiento gótico. No solo por eso el álbum entró en las listas de éxito alternativas alemanas.

### 1999
Para presentar su música a un público más extenso, L'Âme Immortelle teloneó a la banda de culto americana Christian Death en su gira europea. Para acompañar el evento, la banda grabó el extraño supuesto Tour CD que contenía cuatro canciones exclusivas y estaba firmado por los miembros de la banda y estaba limitado a 500 unidades. El contrato con MOS Records venció y LAI firmó con TRISOL MUSIC GROUP. 
El álbum Wenn der letzte Schatten fällt, producido por Volker Lutz (EVIL'S TOY) no decepcionó a los admiradores que crecían constantemente y su historia en las portadas de las mejores revistas musicales así como otras subidas en lista, verificaron que L'Âme Immortelle había crecido para ser una de las bandas líder del darkwave/gótico europeo.

### 2000
En febrero, la banda encabezó una larga gira de conciertos por toda Alemania y, no solo por el éxito de esta, el grupo entró de nuevo en el estudio para grabar su cuarto álbum de estudio, titulado Dann habe im umsonst gelebt. Estas sesiones de grabación primero integraron una sección de cuerda así como otros varios instrumentos reales para enfocar el sonido electrónico del grupo hacia una dirección más orgánica.

### 2001
El álbum Dann habe im umsonst gelebt se grabó en enero y en la siguiente gira europea L'Âme Immortelle dieron la prueba de que habían entregado una obra maestra de la música gótica/darkwave, lo que significó el agotamiento de las entradas para los conciertos y la posición 48 en las listas de ventas. El grupo tocó en casi todos los festivales más importantes ese verano compitiendo en los puestos más altos con artistas de la talla de Marilyn Manson. 
Sin tener tiempo para descansar, se embarcaron en su segunda gira ese año en octubre para reconquistar las salas de conciertos alemanas. En el largo espectáculo en vivo, figuraba un diseño exclusivo de escenario, una gran variedad de músicos en vivo así como un espectáculo de luces gigantesco que encantó al público de toda Alemania.

### 2002
Para satisfacer la demanda de documentación en vídeo de la exitosa gira del año anterior, se grabó Zwielicht el 8 de febrero . Un set de dos CD con un CD que contenía remixes de las canciones de Dann habe im umsonst gelebt y un VCD con grabaciones en vivo. En verano el miembro fundador Hannes Medwenitsch tuvo que dejar el grupo debido a su delicado estado de salud y Sonja y Thomas decidieron seguir trabajando como dúo. 
Sin embargo, el guitarrista Ashley Dayour se unió a la banda como músico de directo ese año y contribuyó al proceso de composición del nuevo álbum. L'Âme Immortelle tocó en más festivales y conciertos alrededor de Europa y grabó Tiefster Winter en noviembre, el sencillo que les ayudó a conquistar las pistas de baile de los clubes germanos nuevamente.

### 2003
El álbum Als die Liebe starb se grabó en febrero y superó las expectativas puestas en él. 
Tres semanas en las listas de ventas (en 38.ª posición como la más alta) y varios números uno así como el tremendo éxito de la gira europea demostraron una vez más que L'Âme Immortelle no era un fenómeno restringido a la escena gótica únicamente. El DVD que se había filmado durante la gira fue editado bajo el nombre de Disharmony-live! en julio entró en las listas de ventas de DVD alemanas en el número 9. 
Pero el año era largo para estar quietos. En octubre editaron una colección de rarezas llamada Seelenstrum a la que le siguió otra exitosa gira por Europa que les llevó incluso a Moscú.

### 2004
2004 es un año especial en la historia de L'Âme Immortelle. 
Para empezar, firmaron un mayor acuerdo con BMG/GUN (sello que había fichado a HIM, Paradise Lost, Within Temptation, Guano Apes y Clawfinger, por nombrar a unos pocos, y que combina la actitud de una compañía independiente con el poder de un sello mayor). Poco después de esto, arreglan una colaboración con sus compañeros de sello OOMPH! - donde Sonja pone los coros femeninos en su segundo sencillo de Top Ten Brennenden Liebe (posición de lista n.º 6).
5 Jahre, su primera canción en este nuevo contexto, es el siguiente paso. Con este éxito (posición en listas n.º 26), Thomas y Sonja llegan al corazón de lo que querían que fuera L'Âme Immortelle: grandes emociones con una adecuada e impresionante combinación de Rock gótico contemporáneo y elementos electrónicos. Este sencillo y su sucesor Stumme Schreie (posición en lista n.º 47) así como sus vídeos en los escenarios de VIVA y MTV (los primeros clips en la historia de la banda) son la vanguardia de su álbum Gezeiten, que se queda fuera de la mayoría de aburridas listas alemanas. 
N.º 16 en la lista de ventas de álbumes habla por sí solo – L'Âme Immortelle están en camino de ganar los corazones de nuevos devotos. Otra confirmación para esto en una gira extensa y exitosa por Alemania en octubre. A finales de año Sonja, Thomas y compañía estaban trabajando en su plan maestro que llevará a L'Âme Immortelle a mayores dimensiones.

## Discografía

### Álbumes
- Lieder die wie Wunder bluten (1997)
- ...In einer Zukunft aus Tränen und Stahl (1998)
- Wenn der letzte Schatten fällt (1999)
- Dann habe ich umsonst gelebt (2001)
- Als die Liebe starb (2003)
- Gezeiten (2004)
- Auf deinen Schwingen (2006)
- 10 Jahre "Best Of" (2007)
- Namenlos (2008)
- Best Of Indie Years (2008)
- Durch Fremde Hand (2008)
- Momente (2012)
- Fragmente (2012)
- Drahtseilakt (2014)
- Unsterblich - 20 Jahre L'Âme Immortelle (2016)
- Hinter dem Horizont (2018)

### Sencillos
- Epitaph (2000)
- Judgement (2001)
- Tiefster Winter (2002)
- 5 Jahre (2004)
- Stumme Schreie (2005)
- Fallen Angel (2006)
- Dein Herz (2006)
- Phönix (2006)
- Nur Du (2006)

### DVD
- Disharmony-Live! (2003)
- Jensaits der Schatten (2008)